# سنجاب‌های دم‌پولکی
سنجاب‌های دم‌پولکی(نام علمی: Anomaluridae) نام یک تیره از زیرراسته دم‌پولکی‌ریختان است.